# ジェフリー・トイ
エドワード・ジェフリー・トイ（Edward Geoffrey Toye 1889年2月17日 - 1942年6月11日）は、イングランドの指揮者、作曲家、オペラ演出家。ジェフリー・トイとして知られる。
トイに関して最もよく記憶されているのはリチャード・ドイリー・カートのオペラ興行会社の音楽監督であったこと、また彼のサドラーズウェルズ劇場への関わりである。彼のバレエ音楽「The Haunted Ballroom」（1934年）は人気を博し、複数回にわたって再演された。また、彼が1919年にギルバート・アンド・サリヴァンの「Ruddigore」へ新たに作曲した序曲は、この作品の標準版となった。

## 生涯とキャリア
トイはハンプシャーのウィンチェスターに生まれた。父アーリンガム・ジェームズ・トイ（Arlingham James-）と、母アリス・フェイラー（Alice Fayrer; 旧姓 コーツ Coates）の下の息子だった。トイの父はウィンチェスター・カレッジの寮長を務めており、長年にわたって少年のための音楽協会を運営していた。

### 初期

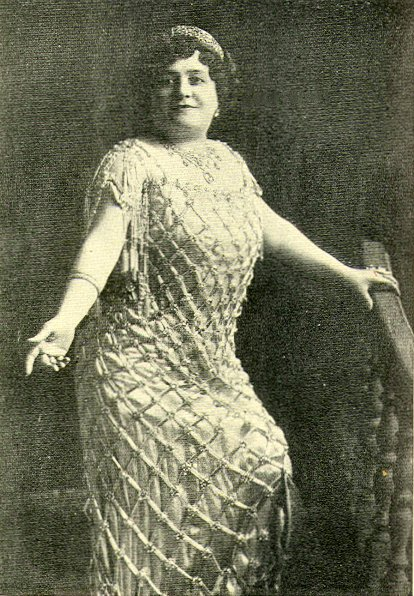
駆け出しの頃、トイは有名なルイーザ・テトラッツィーニのピアノ伴奏者を務めた

トイは王立音楽大学へ入学し、作曲法と指揮法の学習に打ち込んだ。また、彼はピアニストとしても才能を発揮しており、「少年期を脱したばかりの頃」に著名なソプラノ歌手であるルイーザ・テトラッツィーニの伴奏者を務めていた。早くも1906年にはケンブリッジにおける公演で、アンドレ・メサジェの代役としてメサジェ作曲のオペラ「Mirette」の指揮を行っている。彼は兄のフランシスと共にC. M. A. ピーク（Peake）のPastral Masqueである「The Well in the Wood」に付随音楽を作曲した。また、トイは単独で短いバレエ「The Fairy Cap」の台本作成と作曲を行っており、この作品は1911年にヒズ・マジェスティーズ劇場で初演された。さらに翌年には慈善公演の場でも再演されることになった。
1913年までに、トイはロンドンの主要な歌劇場で指揮棒を握っていた。ヘイマーケット・シアターではモーリス・メーテルリンクの「青い鳥」を指揮、サヴォイ・シアターではメゾソプラノのマリー・ブレーマのオペラシーズンを振り、ジョージ・バーナード・ショーの戯曲「アンドロクリーズとライオン」を初演した。1914年にはレイフ・ヴォーン・ウィリアムズから「ロンドン交響曲」の初演を任され、クイーンズ・ホールでこれを指揮している。トイは楽曲の原稿が失われた際に、ジョージ・バターワースや批評家のエドワード・ジョゼフ・デントらと協力してヴォーン・ウィリアムズが曲を再構成する手助け行った。また1914年には、トイはバターワース作曲の狂詩曲「A Shropshire Lad」と「The Banks of Green Willow」をロンドンの聴衆に紹介している。グスターヴ・ホルストの組曲「惑星」の初演前夜、トイは作曲者及び指揮者のエイドリアン・ボールトと晩餐を共にした。ボールトが後に述懐したところによると、トイは『水星』の中で金管楽器がホ短調と嬰ト短調の和音を同時に奏するある小節について異議を唱えたという。「グスターヴ、すまないが私にはこれがひどい響きになるとしか思えない。」ホルストは同意し、自らこれを書き記した際に身震いがしたと告白した。しかし、ホルストはそこはそうでなくてはならないのだとも主張した。「それらがこんな風にやってきたら、君はどうする」
1914年、トイはまず二等兵としてイギリス陸軍に従軍する。その後、イギリス陸軍航空隊へ入隊して写真撮影専門の士官としてフランスへと赴いた。退役時の階級は少佐であった。終戦後の一時、彼はロンドンの保険会社であるロイズの社員となり、社内で多くのアマチュア音楽家の活動を主宰すると同時にロイズ合唱団を創設した。彼はトーマス・ビーチャムのオペラ会社の副指揮者に就任し、また1918年から1919年にかけてロイヤル・フィルハーモニック協会の演奏会でも指揮台に上っていた。
ウィンチェスター・カレッジ時代の仲間であったルパート・ドイリー・カートは、ドイリー・カート・オペラ興行社が1919年から1920年と1921年から1922年にかけてロンドンのシャフツベリー・シアターで3シーズンにわたって興行する際に、トイを音楽監督として任用した。その最初のシーズンで、トイはギルバート・アンド・サリヴァンの「Ruddigore」に対して一部の音楽を削り、削除した素材を使用せずにより劇的な序曲を新たに書き下ろすという改訂を行った。それ以後、トイが作曲した序曲は彼が行ったカットが1970年代に差し戻された後も常にオペラ興行社で使われ続け、このオペラの標準版としての地位を獲得した。彼はまた「The Pirates of Penzance」へも新たな序曲をしつらえたが、これは使用され続けるには至らず、総譜の現存も確認されていない。オペラ興行社の音楽監督としてのトイは批評家に感銘を与えている。ミュージカル・タイムズ紙は次のように記した。「ジェフリー・トイ氏の指揮者としての活動は群を抜くものである。彼のおかげで我々の多くは、オペラがいかに美しく作曲されているのかを再発見することができた。彼は快活さを失うことなく、常に正しい音楽的ユーモアを保っている。」アラン・パトリック・ハーバートが詩を書き、トイが音楽を作曲した『一種のオペラ』であるオペレッタ「The Red Pen」は、1925年並びに1927年に再度BBCで放送された。1927年、トイはオペラ興行社を先導してきた老齢のテノール歌手であるコーティス・パウンズに寄せる慈善興業の共同音楽監督を務め、劇場の様々な部門から多くの有名歌手が参加することになった。

### 晩年
1931年、既にオールド・ヴィック・シアターの支配人になっていたトイはサドラーズウェルズ劇場の支配人となり、ここで1934年までリリアン・ベイリスと共に共同支配人としてオペラやバレエの公演を取り仕切った。サドラーズ・ウェルズ・バレエ団のために、彼は2つの自作シナリオのバレエを作曲した。ひとつは税関にまつわる喜劇である1932年11月15日の「Douanes」であり、タイムズ紙はこれを「明るく、楽しい」と評した。もう1作は1934年の「The Haunted Ballroom」であり、この作品では薄暗い舞踏場でかつて愛した女性の幽霊から死ぬまで踊り続ける呪いをかけられた、トレジニス（Treginnis）の主人たちを描いている。「Ruddigore」の筋書きと同様、呪いは呪われた本人から次の者へと受け渡される。この作品は「創造性豊かな（中略）合唱による解説を（中略）不気味に使用している」。バレエ「The Haunted Ballroom」で最初に主役を務めたのはマーゴ・フォンテインであり、またロバート・ヘルプマンも主役を演じた。ニネット・ド・ヴァロアは上記2作品のいずれに対しても振付を行っており、トイの死後も幾度か「The Haunted Ballroom」の再演を行った。この作品が最後にサドラーズウェルズ劇場で上演されたのは1957年2月24日のことで、この時はBBCによるテレビ放送が行われた。この作品の初演時の振付けは、現在では断片しか残されていない。作品に登場するワルツはおそらく最も知られたトイの作品であり、長年人気の管弦楽曲として親しまれ、数度の録音が行われている。
1934年から1936年にかけて、トイはロイヤル・オペラ・ハウスの運営支配人となり、芸術監督であったトーマス・ビーチャムと共に仕事をした。2人は最初はうまくやっていたものの、トイが「ラ・ボエーム」のミミ役にメトロポリタン歌劇場でミミ役を歌っていた人気の映画スターグレース・ムーアを起用しようと主張したことをきっかけに仲たがいしてしまう。この公演は興行成績としては成功だったものの、芸術的には失敗に終わった。ビーチャムは巧妙に策略を立ててトイを支配人の座から引きずり下ろした。エイドリアン・ボールトは、それは「全くもって残忍な」やり口だったと書き残している。
トイはギルバート・アンド・サリヴァンのオペラを映画化する権利を手に入れた。1938年、彼はオペレッタ「ミカド」を映画化し、演出、指揮を行ったが、第2次世界大戦の勃発のためにそれ以上の映画化は行えなくなった。 トイは他にも1930年代のイギリスの映画2作品の音楽を作曲、編曲した。いずれも1936年、アレクサンダー・コルダ監督の『男は神に非ず（Men Are Not Gods）』と『描かれた人生（Rembrandt）』である。
1940年、トイはBBCに入社してアメリカ連絡・検閲部門に勤務した。彼は2度の結婚を経験している。1度目は1915年に女優のドリス・リットン（Doris Lytton）と、2度目はドロシー・フレイトマン（Dorothy Fleitman）とである。2人目の妻との間には息子のジョン・トイを授かっており、ジョンは俳優となった後にスコティッシュ・テレビジョンで長くニュースキャスターを務めた。ジョンは1992年に没している。トイの兄であるフランシス・トイは批評家として、またヴェルディ研究家としてよく知られた存在だった。トイの姉であるエリナー（Eleanor）の娘は、ジェニファー・トイ（Jennifer-）という名前でドイリー・カート興行社の首席ソプラノ歌手となった。
トイは53歳でロンドンに没している。

## 作品と録音
バレエ音楽以外にも、トイはいくつかの歌曲集（船乗りの歌など）、交響曲を1曲、仮面劇「Day and Night」、ラジオ・オペラ「The Red Pen」（1925年、A. P. ハーバートと共同）、1作のオペラ「The Fairy Cup」、管弦楽伴奏合唱曲「Henrichye's Death」と金管楽器伴奏の合唱曲「The Keeper」という2つの短い合唱作品を作曲している。
トイが遺した蝋管録音はごくわずかしかない。彼は1928年にHMVへ、ロンドン交響楽団を指揮してディーリアスの「ブリッグの定期市」、「春初めてのカッコウの声を聴いて」、「夏の庭で」を録音した。作曲者はこれについて「3曲すべて（中略）は素晴らしく、これらが私自身の正式に認めたものとして販売されるならば喜ばなくてはならない。」と記している。また、トイは1929年に「楽園への道」も録音した。
トイの「Ruddigore」への序曲は幾度も録音されている。演奏者はハリー・ノリス、イシドア・ゴドフリー、マルコム・サージェント（サージェントはオペラ全曲の録音も行っている）、チャールズ・マッケラスらである。ノリス、ゴドフリー、サージェントは皆、トイが行ったカットや細かな修正の一部もしくは全てを発見している。トイがギルバート・アンド・サリヴァンの作品中、唯一録音を遺したのは上記にある通り1938年の「ミカド」の映画版である。トイの自作曲では、バレエ「The Haunted Ballroom」のワルツに複数の録音がある。1990年代のマルコ・ポーロレーベルによる録音もその一つである。バレエ全曲の録音は、2001年にロイヤル・バレエ・シンフォニアによって行われた。